# 铁狮门金融广场
铁狮门金融广场（英語：Tishman Speyer Financial Plaza），为中国天津市滨海新区已经废弃的摩天大楼规划项目，原來具体位置为于家堡金融区的起步区北端，毗邻于家堡站。整体项目是由4座摩天大楼组成，是一个集高端金融写字楼、酒店和相关配套为一体的金融建筑群，其中主塔结构高度为350米。

## 建设进程
- 2010年，美国铁狮门集团与于家堡金融区的运营商天津新金融投资有限责任公司就此次项目的合作举行了签约仪式。[2]
- 2011年12月9日，铁狮门（美国）金融广场项目在滨海新区中心商务区于家堡金融区正式开工。
- 約2016年中，鐵獅門金融廣場發展計劃終止，土地被天津市政府轄下于家堡開發公司收回，原址連同于家堡東部未出售用地改作住宅用地。[3][4]